# アジアロシア

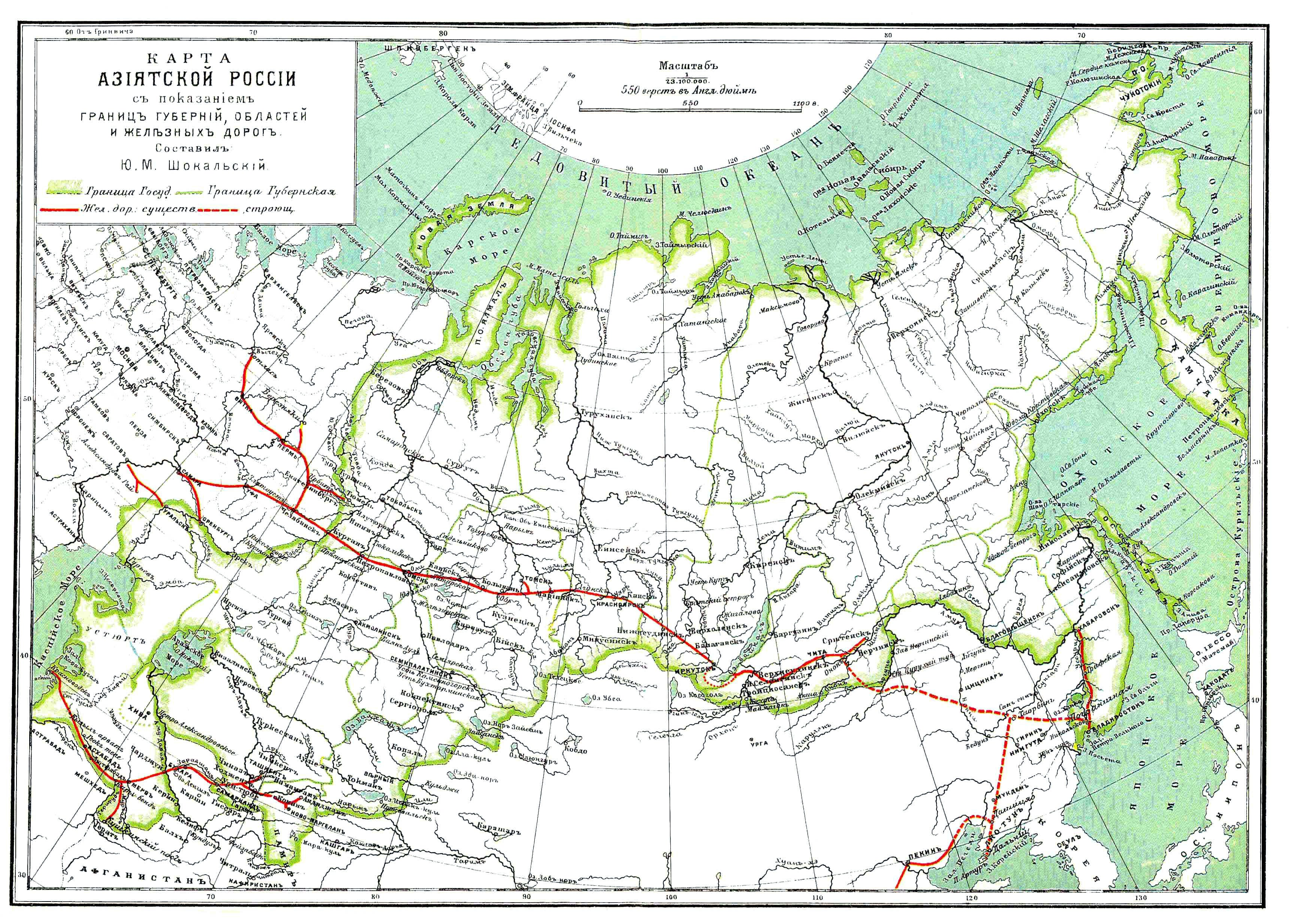
ユーリ・ショカルスキー作成による、ロシア帝国時代のアジアロシアに関する地図　ブロックハウス・エフロン百科事典

アジアロシア（英語: Asian Russia、ロシア語: Азиатская часть России）とは、ロシアの領土のうちアジアに分類される地域を指す名称である。

## 概要
アジアロシアの面積は約13,100,000km2であり、現代のロシア連邦全面積の約77%に当たる。2002年全ロシア国勢調査によると、ウラル連邦管区、シベリア連邦管区、極東連邦管区を合わせた全人口は3913万人であり、ロシア連邦全体の約27％に相当する。
平均人口密度はヨーロッパロシアよりも非常に低く、1.9人/km2と世界でも有数の人口密度の低い地域である（ロシア連邦全体の平均は8.3人/km2）。2010年全ロシア国勢調査によると、アジアロシアに在住している人口は2555万人となっている。
アジアロシアの内、人口が50万人以上の都市はノヴォシビルスク、エカテリンブルク、チェリャビンスク、オムスク、クラスノヤルスク、チュメニ、ウラジオストク、ハバロフスク、イルクーツク、ノヴォクズネツク、バルナウル、ケメロヴォ、トムスクとなっている。アジアロシアにはウラル経済地区、西シベリア経済地区、東シベリア経済地区、極東経済地区と4つの経済地区がある。

## 語源

シベリア連邦管区
地理的概念としてのシベリア
アジアロシア

歴史的には、アジアロシアはモスクワ大公国がロシア・ツァーリ国となり、カザン・ハン国やアストラハン・ハン国を征服してヴォルガ川流域まで勢力を拡大した16世紀半ばに、東スラヴ人が伝統的に領地としてきた地域に対比する用語として登場した。
ロシア・ツァーリ国を引き継いだロシア帝国は更なる領土的・政治的な拡大行動により新たに広大な領地を手にすることとなった。20世紀初頭、アジアロシアは11の地域に分かれており、シベリア（極東）、中央アジア（現代のカザフスタンと中央アジア、トルキスタン総督府が置かれた地域）、コーカサス地方（カフカス）が含まれていた。この地域を勢力下に置いたことで、ロシア帝国はバクーの油田など様々な天然資源を手にすることとなった。

## ソビエト連邦時代

現代のロシア連邦に占めるアジアロシア
ウラル経済地区
西シベリア経済地区
東シベリア経済地区
極東経済地区

10月革命が起こると、ロシア帝国は滅亡し、その後のソビエト連邦とコーカサス、中央アジア地域に分かれ、ウズベク・ソビエト社会主義共和国などのソビエト中央アジアの共和国は自治権を与えられることとなった。ロシアという語はロシア帝国以前の意味では使用されなくなり、新たな用法 - ソビエト連邦のアジア地域という概念が登場した。特に、ソビエト大百科事典やソビエト文学においてこの用法が使用されている。さらに、アジアロシアという語はロシア・ソビエト連邦社会主義共和国の領土の内アジア地域に分類される部分を指すようになった。

## ロシア連邦成立以降
1991年のソビエト連邦崩壊後、コーカサスと中央アジアに位置する諸国が独立し、ロシア・ソビエト連邦社会主義共和国がロシア連邦となった後もアジアロシアという概念は使用されている。しかし、それまでのように資源などの経済的・政治的な観点から使用されることは少なくなっており、主に自然環境保護の観点から使用される用語となっている。